# 罌粟
罂粟，也叫罂子粟、御米、米囊、莺粟、鸦片罂粟、大烟，是罂粟科罂粟属一年生草本植物，是制取鸦片的主要原料，同时其提取物也是多种镇痛剂的来源，例如吗啡、蒂巴因、可待因、罂粟碱、那可汀。学名“somniferum”的意思是“催眠”，反映出它有麻醉性。罂粟的种子罌粟籽是重要的食物，其中含有对健康有益的油脂，可用於麵包、餅乾中烘焙，或製成醬料，使用於沙律中，也可製成罌粟籽油。而罂粟花绚烂华美，是一种很有价值的观赏植物。
因罂粟有用作毒品的危險，卻又有制作藥物和生產罌粟籽作食物的價值，所以在世界部分國家以法律規管種植，未經許可種植者則犯法。

## 形態
罂粟是罂粟科的二年生草本植物。全株粉绿色，叶长椭圆形，抱茎而生；夏季开花，单生枝头，大型而艳丽，有红、紫、白色，向上开放。花早落，结球形蒴果，内有细小而众多种子。原产小亚细亚、印度、亚美尼亚和伊朗，中国部分地区药物种植场有少量栽培。

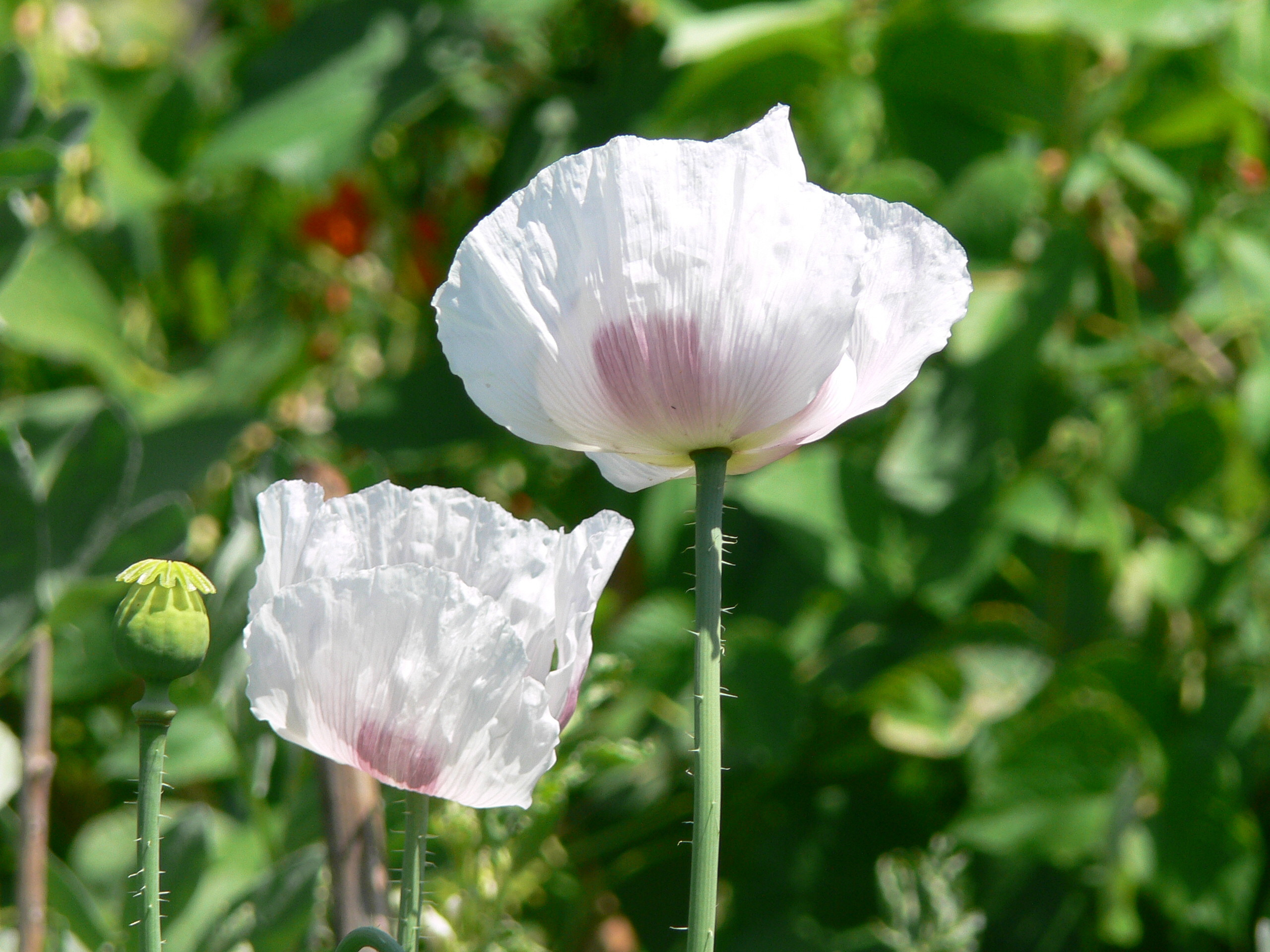
花
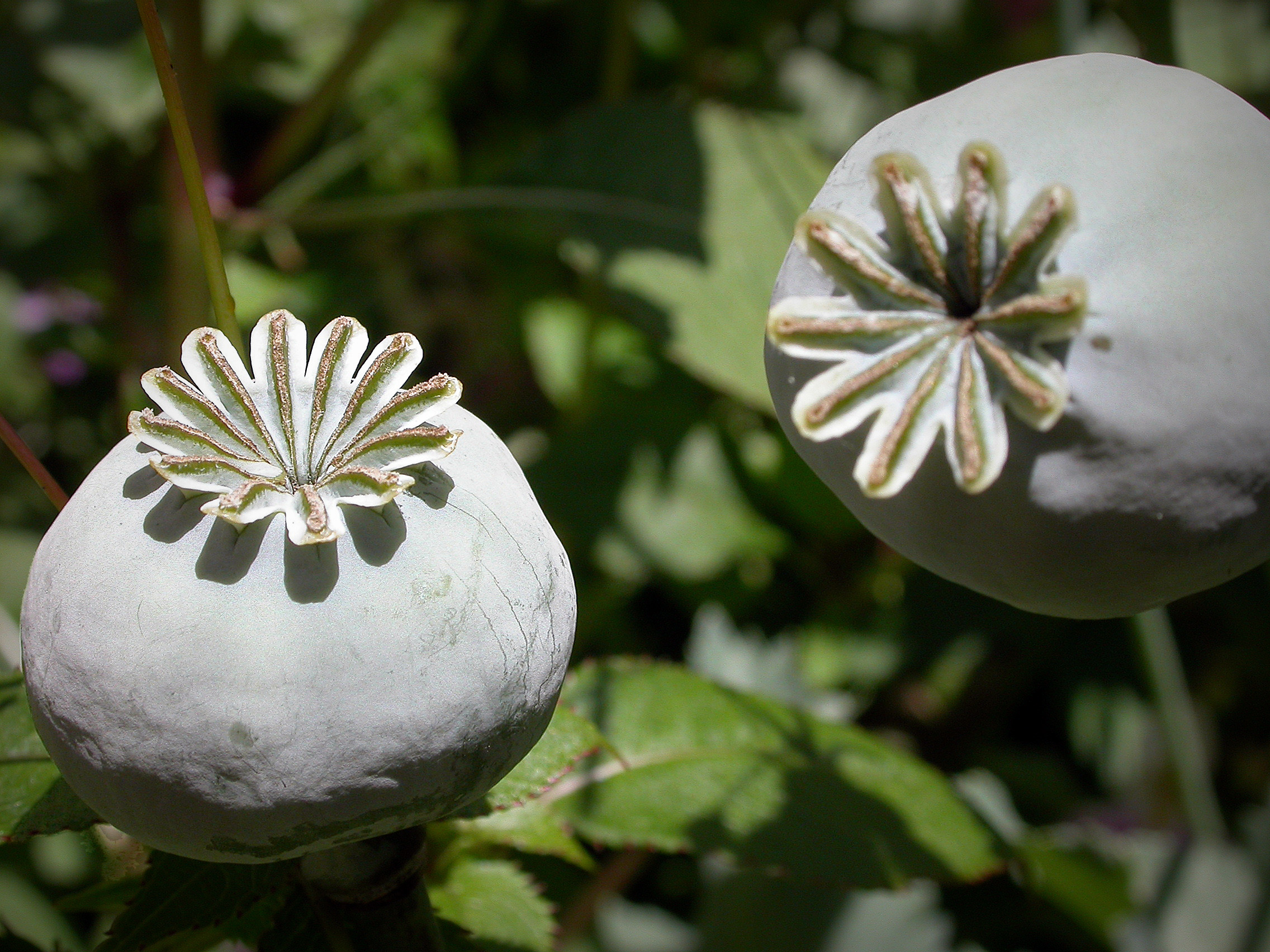
罂粟果
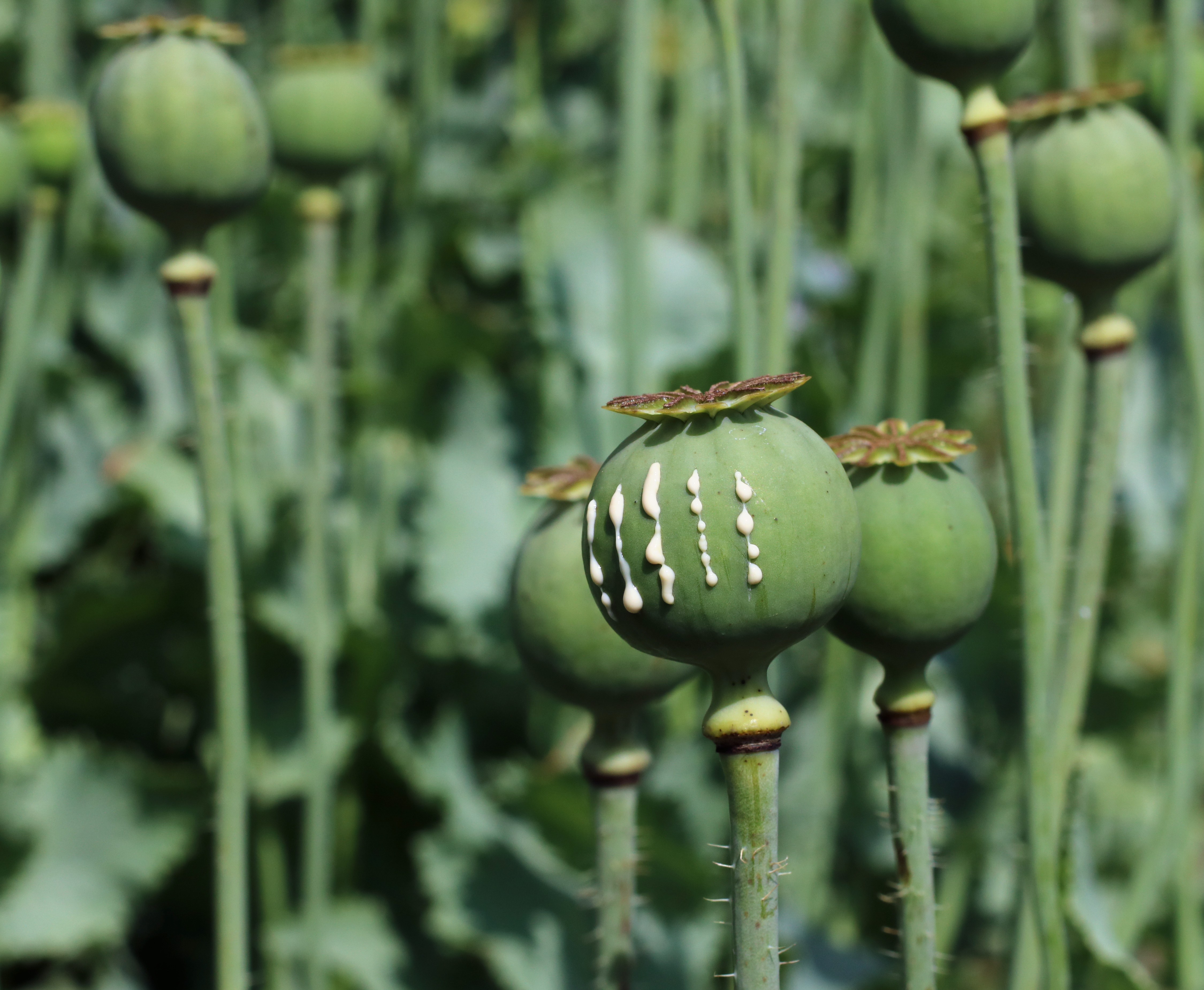
被割破而流出汁液的罂粟果
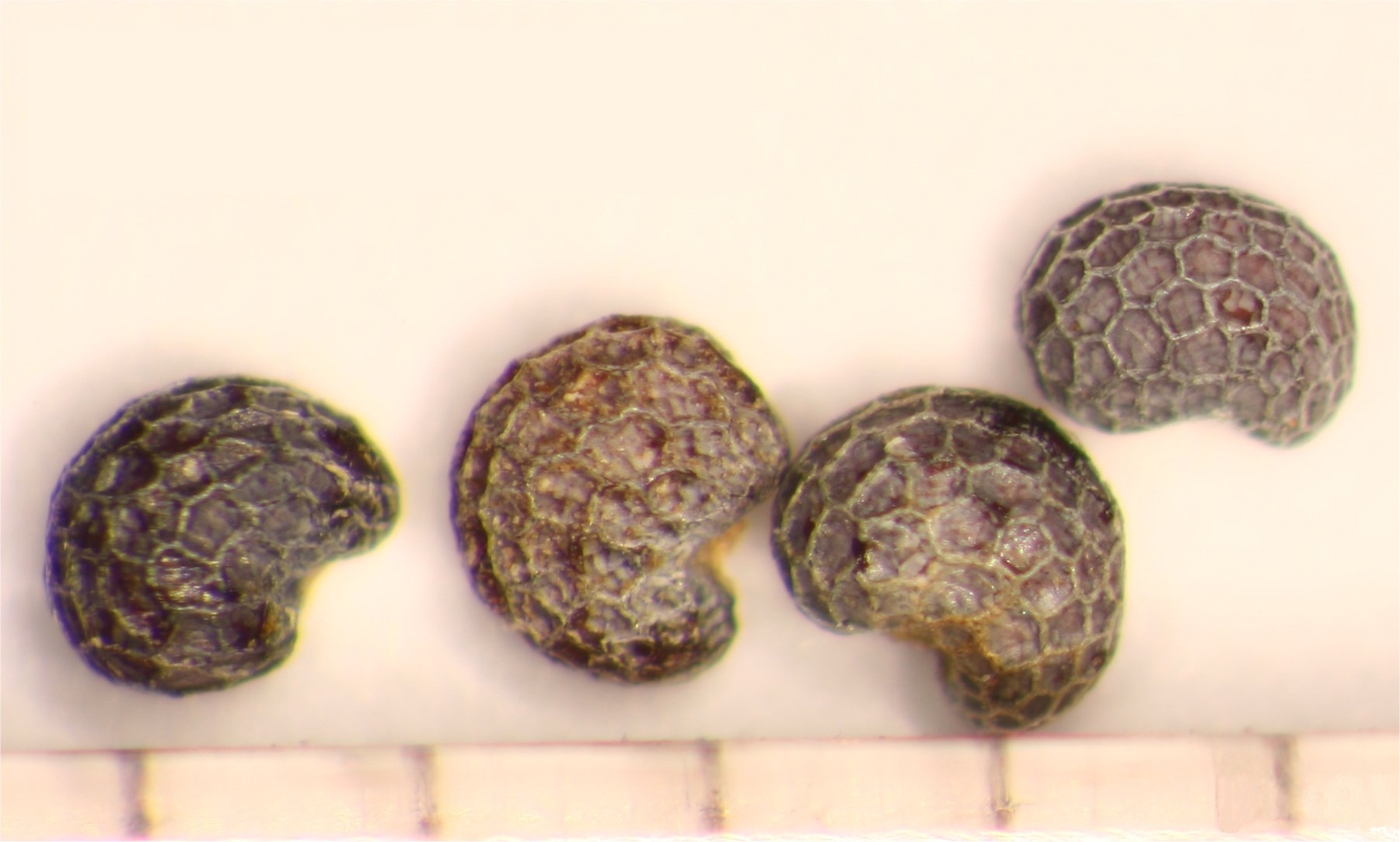
種子
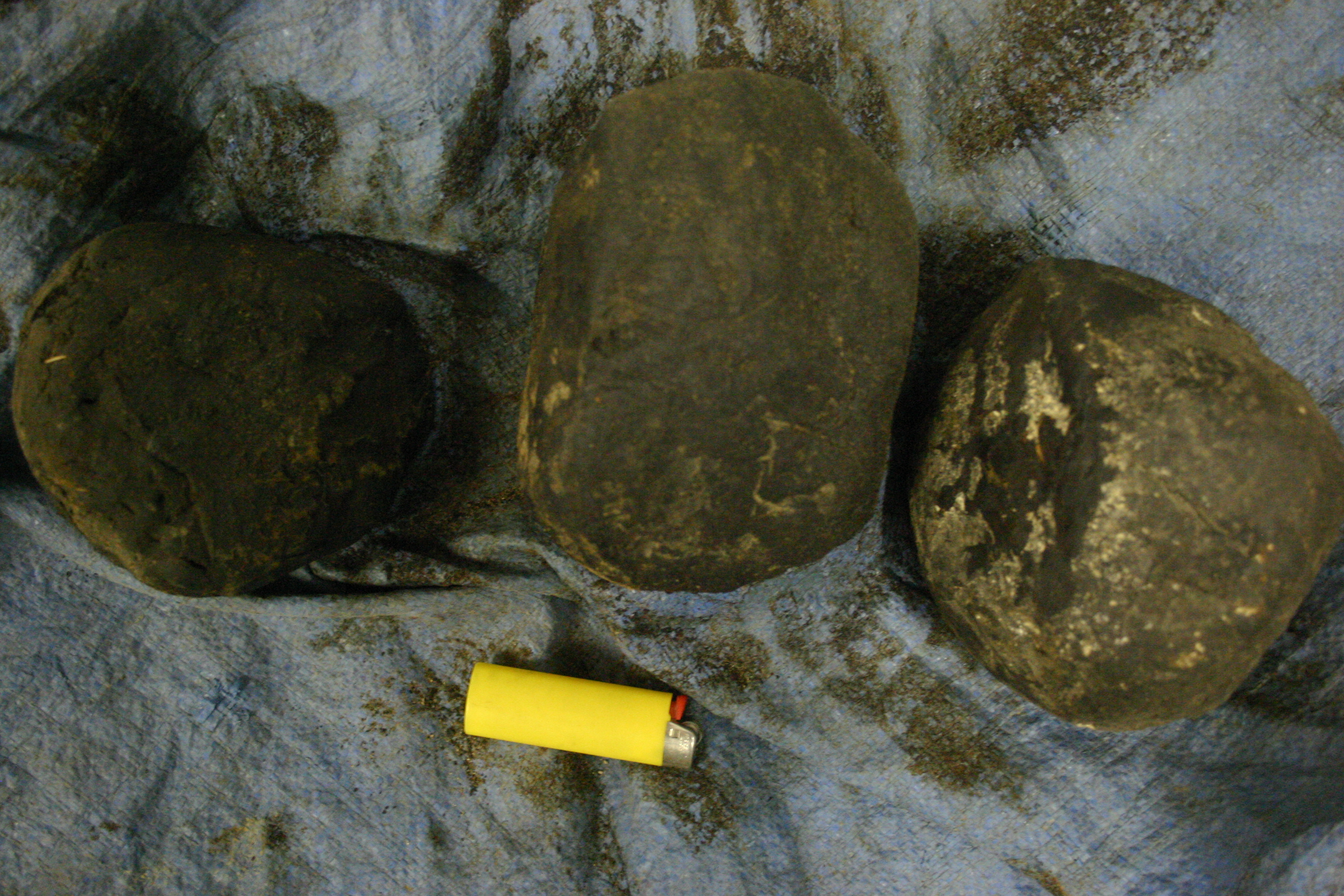
鴉片
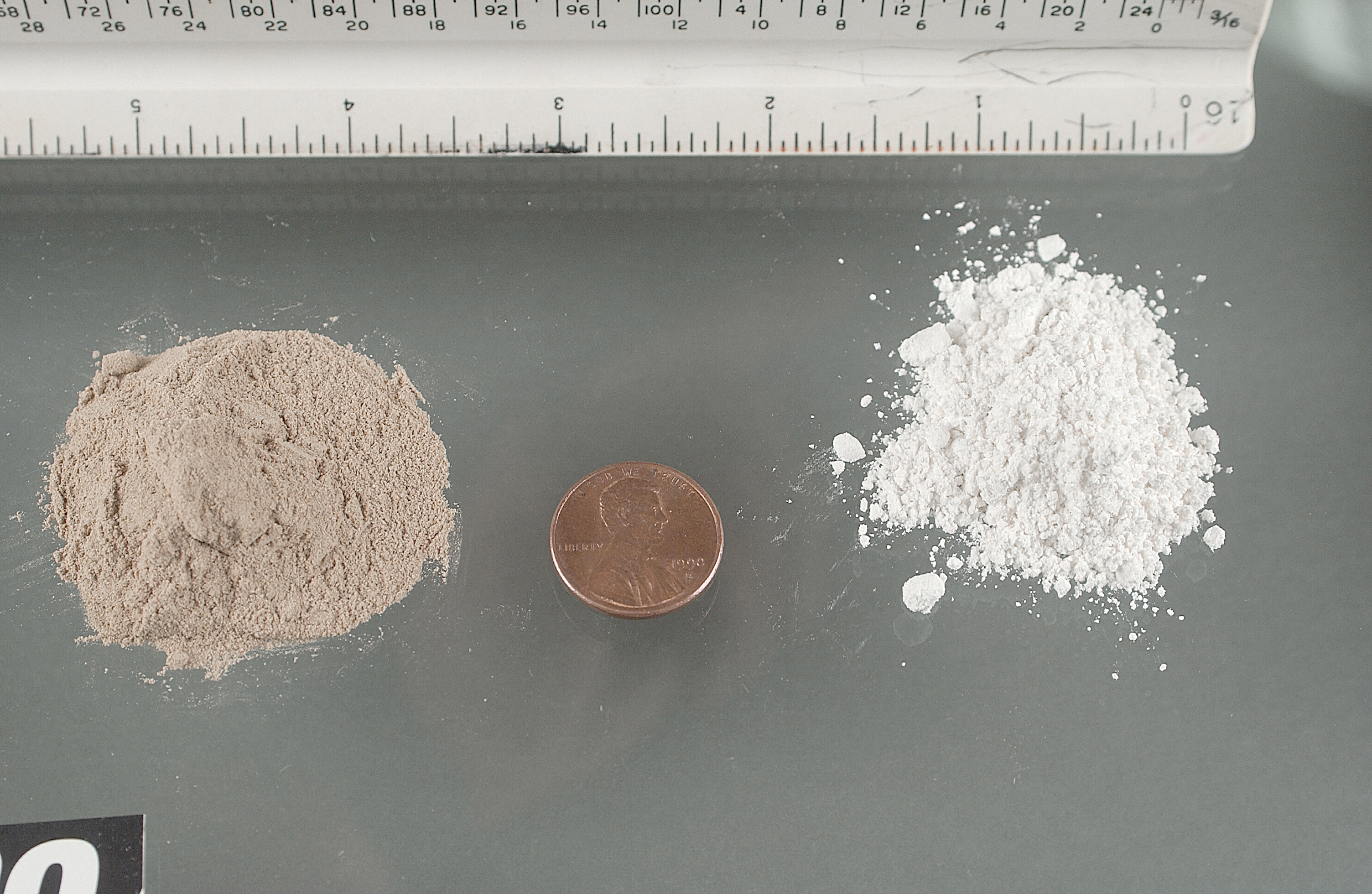
海洛英

## 亚种及变种
罂粟有数量很多的亚种和变种，花色各异，花瓣的数量和形态、蒴果的数量以及吗啡的产量等物理性质也都是各不相同的。
Papaver somniferum Laciniatum（有时也称 Papaver laciniatum）是罂粟的亚种之一，花型为重瓣，花色丰富，花瓣紧密排列，整朵花外观似毛绒球。
罂粟的某些亚种 “Norman” 和 “Przemko” 的吗啡含量极低，少于1%，但是与 P. Somniferum 原种相比，某些特定生物碱的含量却很高，这不利于氧可酮生产的劳动密集型过程。不过，包括观赏用和制种用在内的大多数变种都含有较高含量的吗啡，平均含量为10%。沒毒品的罂粟花可在UK用作觀賞植物。

## 藥用
中医以罂粟壳入药，处方又名“御米壳”或“罂壳”。一般在夏季“割烟”后采收，去蒂头和种子，晒干醋炒或蜜炙备用。种子含油百分之五十，可以榨油。此外，也可作为火锅底料使用。
罂粟壳性平味酸涩，有毒，内含吗啡、可待因、那可汀、罂粟碱等30多种生物碱，为镇痛、止咳、止泻药，用于肺虚久咳不止、胸腹筋骨各种疼痛、久痢常泻不止；也用于肾虚引起的遗精、滑精等症。加入菜肴中會令大脑产生很强的记忆作用，人食之容易上瘾，长期食用有中毒可能。
罂粟果实中有乳汁，它含有10%的吗啡等生物碱，能解除平滑肌特别是血管平滑肌的痉挛，并能抑制心肌，主要用于心绞痛、动脉栓塞等症。但长期应用容易成瘾，慢性中毒，严重危害身体，甚至因而送命。某些國家例如中国除药用科研外一律禁植罂粟。
成熟罂粟果的外壳含少量吗啡、可待因、蒂巴因、那可汀和罂粟碱；另含多糖约2.4%，水解可得乳糖10%、阿拉伯糖6%、木糖6%、鼠李糖4%、乳糖醛酸60%、4-0-甲基葡萄糖醛酸4%、微量岩藻糖、2-0-甲基岩藻糖、2-0-甲基木糖及葡萄糖醛酸、景天庚糖、D-甘露庚酮糖、D-甘油基-D-甘露辛酮糖、内消旋肌醇、赤藓醇。过量食用易上瘾。
嗎啡的主要來源是從罌粟花的罌粟稈所分離出來，可作為鎮痛劑，減輕末期癌症、大面積燒燙傷等中重度疼痛患者的痛苦而貢獻良多。低於鎮痛劑量的嗎啡可以治療腹瀉及咳嗽，但醫生多會選擇其他藥物治療。有一些止咳药水或止咳糖浆含有罂粟（壳），若不遵医嘱过量服用可能导致患者对此类药物成瘾。含有罂粟的藥物作用於中樞神經與平滑肌，能改變神經對痛的感受與反應，從而達到止痛的效果。給藥後分佈於全身，但在腎、肝、肺中濃度較高。

## 食用
- 罂粟籽可作为调味品用于拉麵(七味粉)和面包
- 罂粟的幼苗和嫩叶可作为蔬菜食用

## 产地
| 罂粟籽产量 – 2016 | 罂粟籽产量 – 2016 |
| 国家              | 吨                |
| ----------------- | ----------------- |
| 捷克              | 28,574            |
| 土耳其            | 18,205            |
| 西班牙            | 13,377            |
| 匈牙利            | 8,948             |
| 法國              | 5,777             |
| 总计              | 92,610            |
| 来源：FAOSTAT     |                   |

世界最大的罂粟籽生产国为捷克共和国，主要进口国为印度、俄罗斯、波兰和德国。
全世界最大的海洛因产地阿富汗也种植有大量罂粟。阿富汗地区由于常年战乱以及土地贫瘠，只能靠种植罂粟花生产毒品维持国民经济。過去泰國、寮國與緬甸的共同邊境地區也是罂粟毒品产地，被稱為金三角。
中国的罂粟种植基地位于甘肃省，分布于甘肃农垦集团下属的部分农场。其中位于白银市景泰县的条山农场为唯一公开的罂粟种植基地。